# チャド・ブラッドフォード
チャドウィック・リー・ブラッドフォード（Chadwick Lee Bradford, 1974年9月14日 - ）は、アメリカ合衆国ミシシッピ州ジャクソン出身の元プロ野球選手（投手）。

## 略歴

### 生い立ち
1974年9月14日にミシシッピ州ジャクソンで生まれた。チャドが2歳になる少し前、父は脳卒中により障害が残った。チャドが7歳のころにはキャッチボールができるようになったが、利き腕が肩より上にあがらないので、サブマリン投法で投げ返した。これが少年時代のチャドの記憶に刻まれた。
地元のバイラム高等学校へ進学したが、野球部のムース監督にはピリッとしない怠け者で、友達とたむろしたいために部活をやっているように映り、試合に出られればいいほうで、「カーブの切れがとんでもなく悪かった。球威もない。ストレートは止まって見えた」と評している。
ハインズ・コミュニティ・カレッジへ進学し、1994年末にはシカゴ・ホワイトソックスは来年の権利を獲得するために同年6月のドラフト34巡目で指名されたことを電報で知らせるも、財政的に苦しく指名されず、南ミシシッピー大学へ進学。1996年にホワイトソックスから13巡目での指名を受け、大学かマイナーリーグか悩んだ末に契約。

### マイナーリーグ
大学リーグで通用した140キロ弱のストレートが通用せず、18歳の時に結婚をしており、子供も生まれたため、大学を卒業したほうがよかったのではと、後悔がよぎった。1998年のスプリングトレーニングで球団からは結果が残せないとクビと言われ、首にならないことを目標に迎えたスプリングトレーニングの終わり頃には、今までよりさらに低い位置からボールを放つようになり、球に切れが出て、打者を手玉に取った。その後2Aの打者も手玉にとり、6月末に3Aのカルガリー・キャノンズに昇格した。
3Aでチャドは生れて初めてサブマリン投法で投げるようになった。速球のスピードは130から135キロくらいだったが、キャッチャーのミットに収まる秒数は、普通のオーバースローの投手の151キロのと同じで、変化球は一度浮いてから沈むシンカーとスライダーを投げた。試合はチャドの独擅場となり、打者は「打ちにくい」、「球筋が読みにくい」、「とんだ食わせ者だ」とこぼした。

### メジャーリーグ

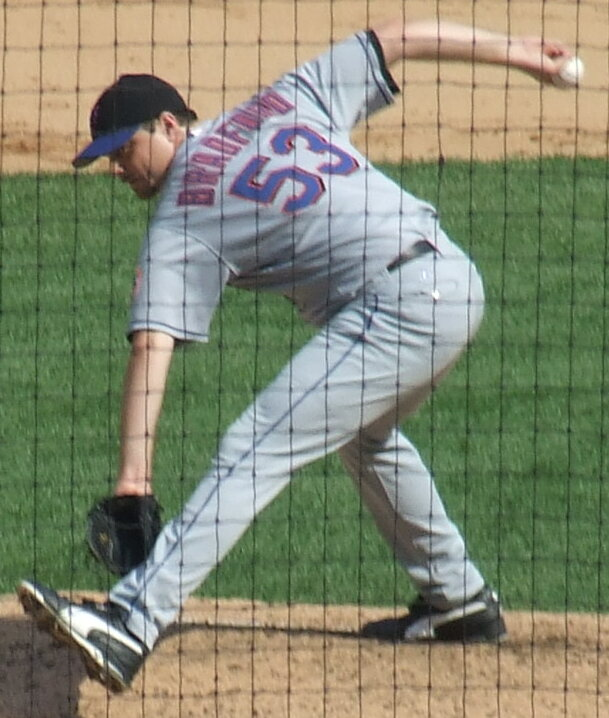
ニューヨーク・メッツ時代
(2006年9月)

1998年8月1日にメジャーデビューを果たした。その後シーズン終了までに32イニングを投げ、被本塁打は0だった。球団はチャドの活躍を評価せず、1999年、2000年はシーズンの大半を3Aで過ごした。日本のほうが高く評価してもられるかもしれないと、妻には日本でプレーしたいと漏らした。

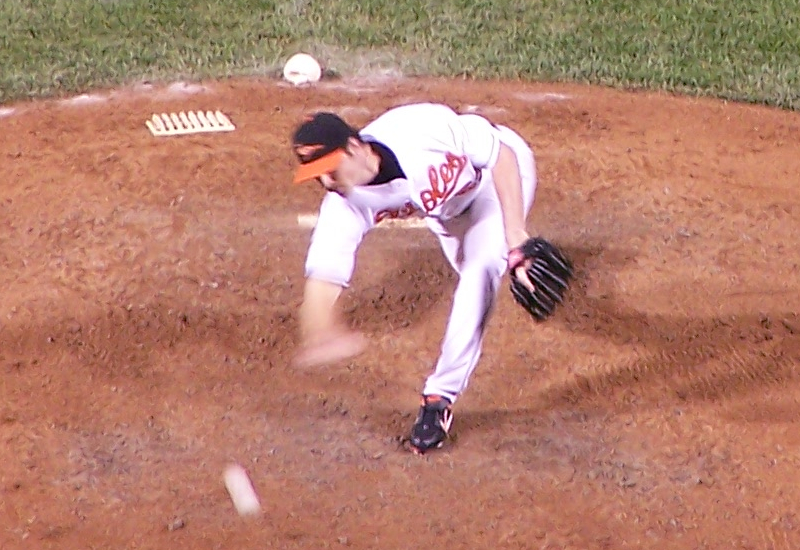
オリオールズ時代

オークランド・アスレチックスのポール・デポデスタGM補佐はこれほど強力な投手を3Aに置いておくとは信じられないと思い、ビリー・ビーンGMにトレードでの獲得を勧め、。2000年12月にミゲル・オリーボとのトレードでアスレチックスへ移籍し、ビリー・ビーンから中継ぎエースをやってもらいたいと言われた。
2001年は背中の手術を受け、アスレチックスでの最初の登板は4月24日だった。その後35試合に登板し、防御率は2.70の成績を残した。2002年8月にはESPNから「メジャー屈指の中継ぎ投手」と大きく取り上げられたが、それ以後集中力を乱し、9月の防御率は9.00だった。シーズントータルでは自己最高の75試合に登板し、成績を分析した球団はチーム内で一番信頼できる投手であり、球界でも最高レベルの救援投手と結論付けた。
2005年は成績が低下したが、2006年にニューヨーク・メッツで甦った。2006年11月30日ボルチモア・オリオールズへ3年総額1050万ドルで移籍。2008年8月7日に後日発表選手との交換トレードでタンパベイ・レイズへ移籍した。
2009年は肘や背中の故障でたびたび故障者リスト入りして満足に登板できず、10回1/3を投げて被安打22という成績に終わった。同年をもって引退し、2010年からは母校のバイラム高等学校で野球部のアシスタントコーチとなった。2015年にはハインズ・コミュニティ・カレッジのアシスタントコーチも務めた。

## 選手としての特徴

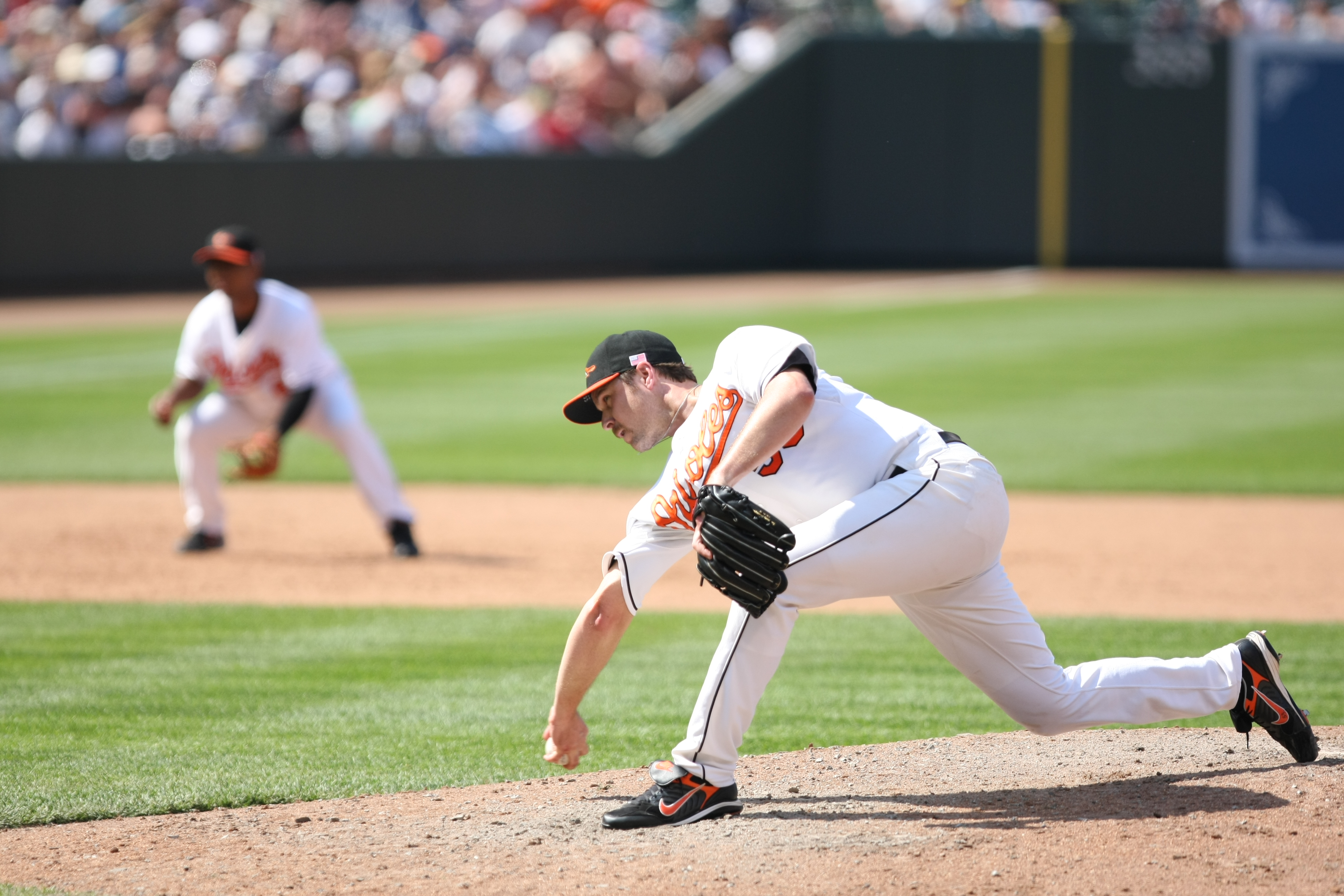
投球フォーム

サブマリン投法から196cmの長身を折りこむようにして投げる。リリースポイントが地面すれすれであるため、投球時稀に地面で手を擦る事もあるという。デビュー当初はサイドスローであったが、年々リリース位置を下げ現在の投法となった。晩年はストレートのスピードが落ちていたが、制球力で衰えをカバーしていた。

## 詳細情報

### 年度別投手成績
| 年 度     | 球 団     | 登 板 | 先 発 | 完 投 | 完 封 | 無 四 球 | 勝 利 | 敗 戦 | セ 丨 ブ | ホ 丨 ル ド | 勝 率 | 打 者 | 投 球 回 | 被 安 打 | 被 本 塁 打 | 与 四 球 | 敬 遠 | 与 死 球 | 奪 三 振 | 暴 投 | ボ 丨 ク | 失 点 | 自 責 点 | 防 御 率 | W H I P |
| --------- | --------- | ----- | ----- | ----- | ----- | -------- | ----- | ----- | -------- | ----------- | ----- | ----- | -------- | -------- | ----------- | -------- | ----- | -------- | -------- | ----- | -------- | ----- | -------- | -------- | ------- |
| 1998      | CWS       | 29    | 0     | 0     | 0     | 0        | 2     | 1     | 1        | 9           | .667  | 125   | 30.2     | 27       | 0           | 7        | 0     | 0        | 11       | 1     | 1        | 16    | 11       | 3.23     | 1.11    |
| 1999      | CWS       | 3     | 0     | 0     | 0     | 0        | 0     | 0     | 0        | 0           | ----  | 24    | 3.2      | 9        | 1           | 5        | 0     | 0        | 0        | 1     | 0        | 8     | 8        | 19.64    | 3.82    |
| 2000      | CWS       | 12    | 0     | 0     | 0     | 0        | 1     | 0     | 0        | 2           | 1.000 | 52    | 13.2     | 13       | 0           | 1        | 1     | 0        | 9        | 0     | 0        | 4     | 3        | 1.98     | 1.02    |
| 2001      | OAK       | 35    | 0     | 0     | 0     | 0        | 2     | 1     | 1        | 4           | .667  | 154   | 36.2     | 41       | 6           | 6        | 0     | 1        | 34       | 0     | 0        | 12    | 11       | 2.70     | 1.28    |
| 2002      | OAK       | 75    | 0     | 0     | 0     | 0        | 4     | 2     | 2        | 24          | .667  | 311   | 75.1     | 73       | 2           | 14       | 5     | 5        | 56       | 0     | 1        | 29    | 26       | 3.11     | 1.15    |
| 2003      | OAK       | 72    | 0     | 0     | 0     | 0        | 7     | 4     | 2        | 23          | .636  | 322   | 77.0     | 67       | 7           | 30       | 9     | 7        | 62       | 0     | 1        | 28    | 26       | 3.04     | 1.26    |
| 2004      | OAK       | 68    | 0     | 0     | 0     | 0        | 5     | 7     | 1        | 14          | .417  | 251   | 59.0     | 51       | 5           | 24       | 9     | 5        | 34       | 0     | 0        | 32    | 29       | 4.42     | 1.27    |
| 2005      | BOS       | 31    | 0     | 0     | 0     | 0        | 2     | 1     | 0        | 8           | .667  | 104   | 23.1     | 29       | 1           | 4        | 1     | 3        | 10       | 2     | 0        | 10    | 10       | 3.86     | 1.41    |
| 2006      | NYM       | 70    | 0     | 0     | 0     | 0        | 4     | 2     | 2        | 10          | .667  | 252   | 62.0     | 59       | 1           | 13       | 4     | 0        | 45       | 0     | 0        | 22    | 20       | 2.90     | 1.16    |
| 2007      | BAL       | 78    | 0     | 0     | 0     | 0        | 4     | 7     | 2        | 19          | .364  | 289   | 64.2     | 77       | 1           | 16       | 3     | 6        | 29       | 0     | 0        | 28    | 24       | 3.34     | 1.44    |
| 2008      | BAL       | 47    | 0     | 0     | 0     | 0        | 3     | 3     | 0        | 16          | .500  | 160   | 40.1     | 41       | 2           | 7        | 3     | 1        | 13       | 0     | 0        | 17    | 11       | 2.45     | 1.19    |
| 2008      | TB        | 21    | 0     | 0     | 0     | 0        | 1     | 0     | 0        | 5           | 1.000 | 81    | 19.0     | 18       | 1           | 8        | 3     | 1        | 4        | 0     | 0        | 3     | 3        | 1.42     | 1.37    |
| '08計     | TB        | 68    | 0     | 0     | 0     | 0        | 4     | 3     | 0        | 21          | .571  | 241   | 59.1     | 59       | 3           | 15       | 6     | 2        | 17       | 0     | 0        | 20    | 14       | 2.12     | 1.25    |
| 2009      | TB        | 20    | 0     | 0     | 0     | 0        | 1     | 0     | 0        | 2           | 1.000 | 55    | 10.1     | 22       | 1           | 2        | 1     | 0        | 6        | 0     | 0        | 5     | 5        | 4.35     | 2.32    |
| MLB：12年 | MLB：12年 | 561   | 0     | 0     | 0     | 0        | 36    | 28    | 11       | 136         | .563  | 2180  | 515.2    | 527      | 28          | 137      | 39    | 29       | 313      | 4     | 3        | 214   | 187      | 3.26     | 1.29    |

- 各年度の太字はリーグ最高

### 背番号
- 44（1998年 - 2000年）
- 53（2001年 - 2003年、2005年 - 2006年、2007年途中 - 2009年）
- 54（2004年）
- 52（2007年 - 同年途中）